# Tibetansk terrier
Tibetansk terrier (på tibetanska dhokhi apso, "långhårig utomhushund", eller Tsang apso,  "långhårig hund från Tsang-provinsen", med flera namn) är en hundras med ursprung i Tibet men framavlad i Storbritannien. Ursprungligen är den en vallande herdehund och boskapsvaktare, men i Europa har den använts som sällskapshund och till hundutställningar. Den har inget släktskap med terrier, det var engelsmännen som tyckte att det var ett passande epitet.

## Historia
I Tibet betydde det otur om man sålde en dhoki apso, de gavs istället bort som tecken på vänskap. En brittisk läkare verksam i Indien fick 1922 en i gåva. Hon lyckades senare komma över fler dhoki apso och tog dem till England efter att först ha fått rasen erkänd av den indiska kennelklubben 1930. I England sågs den som en storleksvariant av lhasa apso och de gick gemensamt under namnet lhasa terrier. Från 1937 erkände the Kennel Club tibetansk terrier som självständig ras. Namnet terrier fick den av upptäcktsresande under slutet av 1800-talet. De tibetanska vallhundarna har även beskrivits av Sven Hedin.
Man tror att den tibetanska terriern representerar en allmän typ av centralasiatisk vall- och herdehund som genom folkvandring förts västerut och ligger till grund för den kompakta, ullhåriga vallhundstypen i Syd- och Östeuropa, till exempel puli. En amerikansk uppfödare besökte år 2000 Tibet och kunde rapportera att dhoki apso är starkt decimerad, men fortfarande kan hittas i sin ursprungliga användning.

## Egenskaper
En tibetansk terrier är livlig, godmodig och en trogen kamrat. Den skall vara vig och aktiv. Ett tibetanskt ord för rasen betyder "småfolket" eftersom de värdesatts som sällskapshundar och en i familjen. Till temperamentet är den öppen, alert, intelligent och modig, varken vild eller stridslysten, men intar oftast en reserverad attityd gentemot främlingar.

## Utseende
Till typen påminner den tibetanska terriern mest om en liten old english sheepdog, men med en svans ringlad över ryggen som på en spets. Tibetansk terrier är en medelstor hund med riklig päls. Den skall ha en kompakt, kvadratisk, smidig och muskulös kropp.